# Raposa-do-ártico
A raposa-do-ártico (AO 1945: raposa-do-árctico; Vulpes lagopus), também conhecida por raposa-polar, é uma pequena raposa nativa das regiões árticas do hemisfério norte e comum em todo o bioma de tundra ártica. Está bem adaptada para viver em ambientes frios e é mais conhecida por seu pelo espesso e quente, que também é usado como camuflagem. Na natureza, a maioria dos indivíduos não vive além do primeiro ano, mas alguns sobrevivem até 11 anos.
Embora tenha sido previamente atribuído ao seu próprio gênero monotípico Alopex, evidências genéticas recentes agora o colocam no gênero Vulpes junto com a maioria das outras raposas.

## Descrição
A raposa-do-ártico adulta mede de 46 a 68 cm de comprimento, e a altura até os ombros é de 25–30 cm; os machos geralmente pesam de 3,2–9,4 kg e as fêmeas 1,4-3,2 kg. A cauda é espessa e mede cerca de 30 cm em ambos os sexos, representando um terço do comprimento total da cabeça e do corpo.
A espécie vive em alguns dos extremos mais frígidos do planeta, mas não começa a tremer até que a temperatura caia para -70 °C. Tem pequenas orelhas revestidas de pelo que ajudam a reter o calor. As patas são relativamente grandes para evitar que o animal afunde na neve fofa e têm pelo lanudo nas patas que funciona como isolante e antiderrapante. As dimensões gerais do crânio são mais curtas e planas do que as das raposas-vermelhas. A caixa craniana excede a região facial em comprimento, o que dá um aspecto de focinho curto à cabeça. A região facial é curta e larga. Os caninos são relativamente curtos e fracos, assim como a mordida.
Sua pelagem é densa e em várias camadas, funcionando como isolante térmico. A camada de pelo externo da raposa cobre uma densa e espessa camada de pelo inferior. Existem duas formas de cores geneticamente distintas: branca e "azul". A cor da pelagem das raposas árticas azuis e brancas difere sazonalmente, e para ambas as formas, há duas mudas por ano, na primavera e no outono. O morfo branco tem camuflagem sazonal, sendo branco no inverno e marrom-acinzentado no verão. A variação azul costuma ser azul escuro, marrom ou cinza o ano todo. Embora o alelo azul seja dominante sobre o alelo branco, 99% da população de raposas árticas é o morfo branco.

## Distribuição e habitat

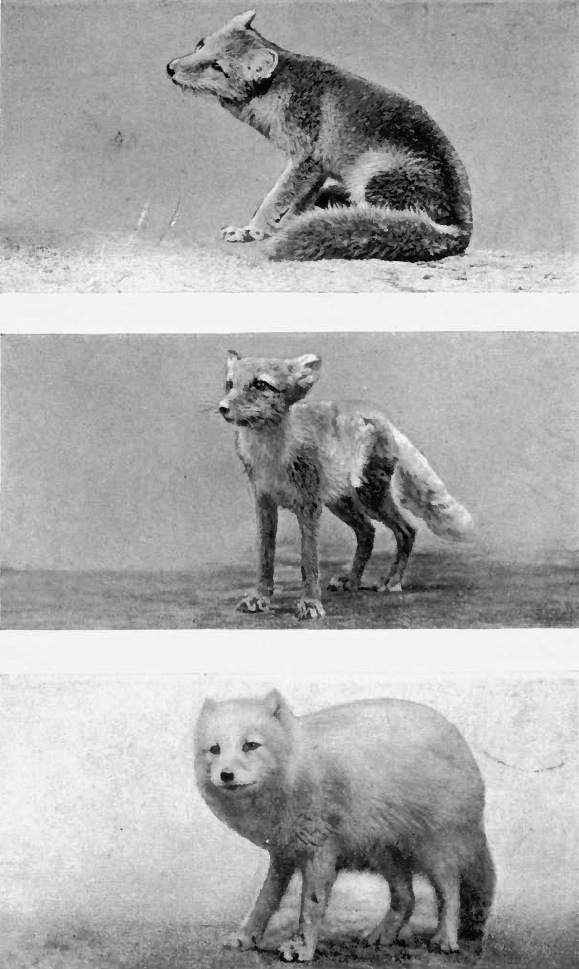
As peles sazonais da raposa do Ártico, verão (em cima), "azul" (no meio) e inverno (embaixo)

A raposa-do-ártico tem distribuição circumpolar e ocorre em habitats de tundra ártica no norte da Europa, norte da Ásia e América do Norte. Sua distribuição inclui Groenlândia, Islândia, Fenoscândia, Svalbard, Jan Mayen (onde foi caçada até a extinção) e outras ilhas no Mar de Barents, norte da Rússia, ilhas no Mar de Bering, Alasca e Canadá no extremo sul da Baía de Hudson. No final do século XIX, foi introduzido nas Ilhas Aleutas a sudoeste do Alasca. No entanto, a população das Ilhas Aleutas está sendo erradicada em esforços de conservação para preservar a população de pássaros local. Habita principalmente tundras e gelo à deriva, mas também está presente nas florestas boreais canadenses (nordeste de Alberta, norte de Saskatchewan, norte de Manitoba, norte de Ontário, norte do Quebec, e Newfoundland and Labrador) e a Península de Kenai no Alasca. Eles são encontrados em elevações de até 3000 m acima do nível do mar e foram vistos no gelo marinho próximo ao Pólo Norte.
A cor da pelagem da raposa também determina onde é mais provável que sejam encontradas. A morfologia branca vive principalmente no interior e se mistura com a tundra nevada, enquanto a morfologia azul ocupa as costas porque sua cor escura se mistura com as falésias e rochas.

Raposa-do-ártico em pelagem de inverno, Islândia
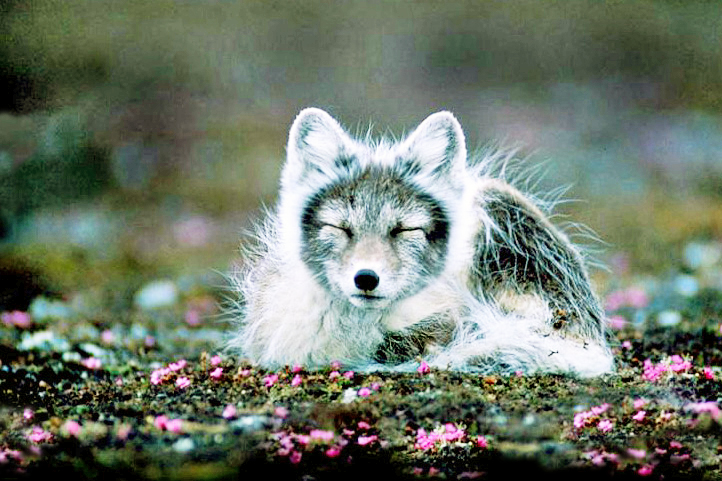
Raposa-do-ártico

## Comportamento

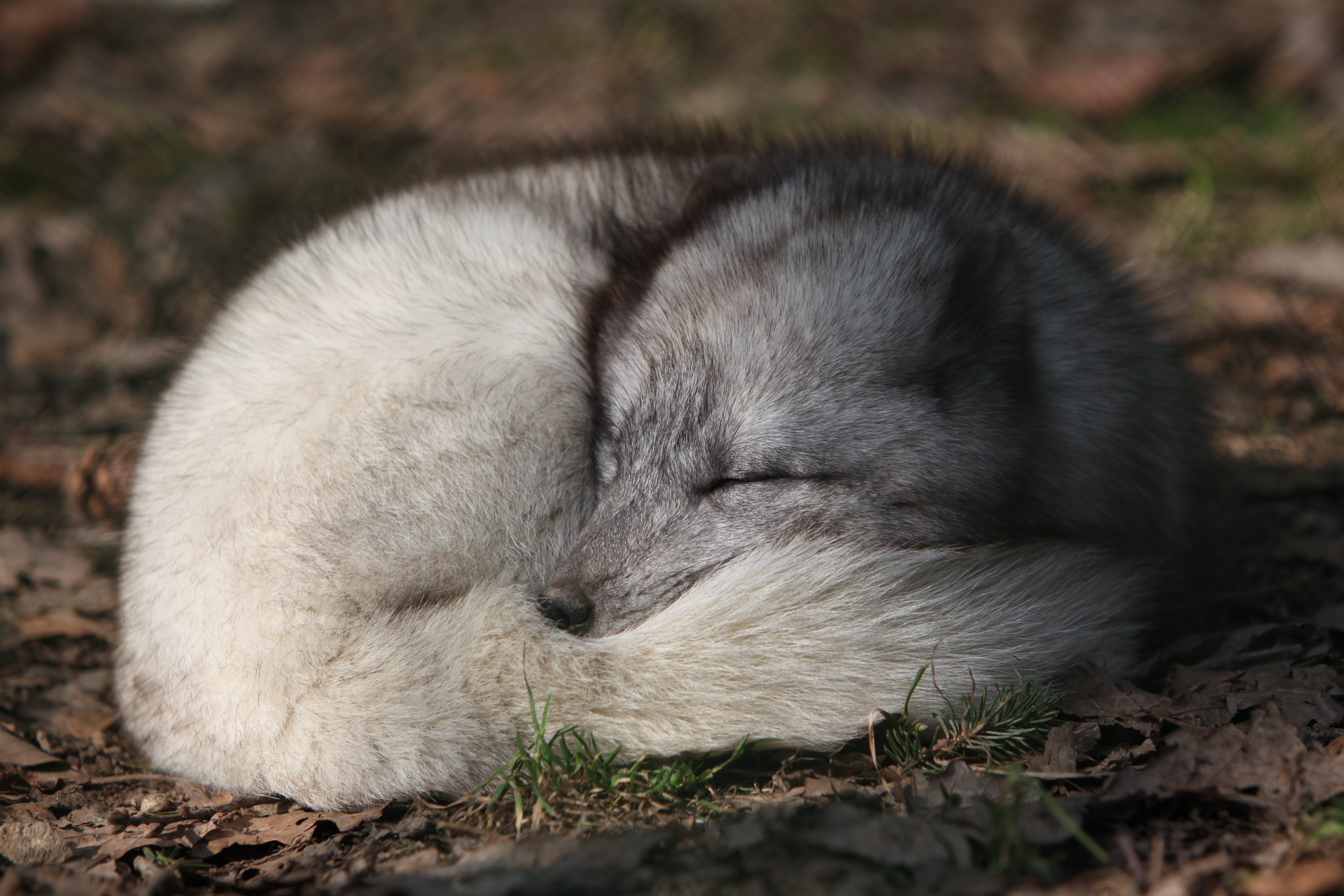
Uma raposa-do-ártico adormecida com a cauda enrolada em si mesma

As raposas-do-ártico permanecem ativas o ano todo. Seus hábitos são principalmente noturnos, mas seus padrões de atividade são flexíveis, de modo que podem se adaptar aos de suas presas. Elas devem suportar uma diferença de temperatura de até 90–100 °C entre o ambiente externo e sua temperatura interna. Para evitar a perda de calor, a raposa do Ártico se enrola firmemente dobrando suas pernas e cabeça sob o corpo e atrás de sua cauda peluda. Esta posição dá à raposa a menor relação entre área de superfície e volume e protege as áreas menos isoladas. As raposas-do-ártico também se mantêm aquecidas escapando do vento e residindo em suas tocas. Embora as raposas do Ártico sejam ativas o ano todo e não hibernem, elas tentam preservar a gordura reduzindo sua atividade locomotora; elas aumentam suas reservas de gordura no outono, às vezes aumentando seu peso corporal em mais de 50%. Isso fornece maior isolamento durante o inverno e uma fonte de energia quando os alimentos são escassos.

### Reprodução
Raposas-do-ártico são monogâmicas e ambos os pais cuidarão da prole. Quando predadores e presas são abundantes, são mais propensas a serem promíscuas (exibidas em machos e fêmeas) e apresentam estruturas sociais mais complexas. O acasalamento ocorre de fevereiro a maio e a gestação dura cerca de 51–54 dias. O número de raposas-do-ártico depende da disponibilidade de alimento e varia conforme o número de suas presas. A espécie tem o maior tamanho de ninhada conhecido na ordem Carnivora, podendo gerar 3 a 25 filhotes. Os filhotes altriciais pesam 60-90 g ao nascer e nascem cegos e os olhos e ouvidos não se abrem até os 14–16 dias de idade. A maturidade sexual ocorre em 9-10 meses.

### Alimentação

Uma raposa-do-ártico (pelagem de verão) com peixe

As raposas-do-ártico são onívoras e oportunistas, mas a composição exata da dieta varia por região, estação e ano. Na maioria das regiões, os pequenos roedores, principalmente os lêmingues e ratos, e outros pequenos mamíferos fazem parte da dieta. Também apanham caranguejos e peixes na costa, bem como aves marinhas e seus ovos. A carne putrefata é uma parte importante da sua dieta, principalmente durante o inverno; elas seguem os ursos polares para se banquetearem com os restos das suas matanças de focas. As raposas-do-ártico também comem material vegetal, incluindo bagas, gramíneas, várias plantas herbáceas e algas. Em épocas de fartura, armazenam as sobras de carne em suas tocas, alinhando ordenadamente aves sem cabeça ou cadáveres de mamíferos. Essas reservas são consumidas nos meses de inverno.